# Flöha
Flöha es un municipio situado en el distrito de Sajonia Central, en el estado federado de Sajonia (Alemania), a una altitud de 275 metros. Su población a finales de 2016 era de unos 11 000 habitantes y su densidad poblacional, 390 hab/km².